# Július 18.
Július 18. az év 199. (szökőévben 200.) napja a Gergely-naptár szerint. Az évből még 166 nap van hátra.
Névnapok: Frigyes + Arnó, Arnold, Arnolda, Arnót, Frederik, Fremont, Hedda, Hédi, Hedvig, Jusztián, Jusztin, Kámea, Kamill, Kamilla, Kamilló, Lantos, Milán, Milka, Milla, Mila, Milli, Milton, Mirkó, Szemőke, Zomilla

## Események
- 0064 – Róma leégését követően Néró római császár megkezdi a keresztények üldözését.
- 1291 – III. András hadai bevonulnak Ausztriába
- 1658 – A német birodalmi választófejedelmek testülete I. Lipót királyt császárrá választja.
- 1703 – II. Rákóczi Ferenc csapataival átkel a Tiszán
- 1830 – Uruguay deklarálta függetlenségét.
- 1849 – Szemere Bertalan miniszterelnök megtiltja a köztisztviselőknek, hogy szolgálati ügyekben az illetékes minisztériumokat megkerülve egyenesen Kossuth kormányzóelnökhöz forduljanak.
- 1863 – az Orosz Birodalomban a valujevi körlevél megtiltja az ukrán nyelv használatát az oktatásban, valamint az ukrán nyelvű tudományos-ismeretterjesztő és vallási tárgyú könyvek kiadását
- 1870 – Az I. vatikáni zsinat elfogadja a pápai tévedhetetlenség vagy csalatkozhatatlanság (infallibilitas) dogmáját.
- 1872 – Megnyitják a Magyar Keleti Vasút Tövis – Segesvár közti vonalát.
- 1874 – A király szentesíti az országos statisztikai nyilvántartás szervezéséről szóló törvénycikket.
- 1879 – Adolf Erik Nordenskiöld elsőként hajózik át az északkeleti átjárón.
- 1911 – Megalakul a pártonkívüli függetlenségiek blokkja. A képviselőházban obstrukciós jelleget ölt a véderővita.
- 1915 – Első világháború: A második isonzói csata kezdete, az olasz hadsereg nagy erejű támadásával szemben az Osztrák–Magyar Monarchia sikeresen védekezik, de igen nagy emberveszteség árán.
- 1918 – Elkezdődik az antant döntő támadása a nyugati hadszíntéren Soissonnál.
- 1925 – Megjelenik Hitler könyve, a Mein Kampf.[1]
- 1926 – Báró Kemény János kezdeményezésére Marosvécsen megalakul a helikoni közösség.
- 1929 – Kihirdetik a törvénycikket a Nemzeti Közművelődési Alap létesítéséről.
- 1931 – Magyarország és Németország kereskedelmi szerződést köt, ami Magyarországnak a búzakivitelre 25%-os vámkedvezményt biztosít.
- 1932 – A rendőrség letartóztatja Killián Györgyöt, a Kommunista Ifjúmunkások Magyarországi Szövetségének titkárát.
- 1936 – Francisco Franco tábornok irányításával a jobboldali erők lázadást robbantanak ki Spanyolországban.
- 1951 – Befejeződnek a jelentős mértékű kitelepítések Budapestről (13 ezer „osztályidegen” személy kényszer-költöztetése zömmel a Hortobágyra). A kitelepítési rendelet június 17-én jelent meg.
- 1953 – Megjelenik Elvis Presley első lemeze, a „My Happiness”, amit édesanyjának ajánlott.
- 1956 – Az MDP KV ülésén Rákosi Mátyás helyett Gerő Ernő lesz a KV első titkára, Farkas Mihályt kizárják az MDP-ből
- 1958 – A bíróság súlyos börtönbüntetéssel sújtja a Borsod-Abaúj-Zemplén megyeii Munkástanács vezetőit (Földvári Rudolf, Nagy Attila és társaik)
- 1964 – Megjelenik a The Beatles „A Hard Day’s Night” c. albuma.
- 1966 – A Karlovy Vary filmfesztivál fődíját Kovács András Hideg napok című filmje kapja.
- 1968 – Megalapítják az Intelt.
- 1970 – Ingyenes koncertet ad a Pink Floyd és a Deep Purple a Hyde Parkban, Londonban.
- 1973 – Magyarországon tárgyal Kurt Waldheim ENSZ főtitkár.
- 1974 – John Lennont kiutasítják az Amerikai Egyesült Államokból, mert 1968-ban Angliában bűnösnek találták marihuána birtoklása miatt, ezért nem hosszabbíthatta meg vízumát.
- 1980 – India 7. űrhatalomként saját fejlesztésű rakétával indítja a Rohini–1 nevű műholdat.
- 1989 – Morvai Ferenc kazángyáros a TASSZ-on keresztül bejelenti, hogy Barguzinban megtalálták Petőfi Sándor sírját.
- 1994 – Lettország átadja PfP jelentkezési okmányát.
- 1998 – Megkezdheti működését az ENSZ tagországai által létrehozott Nemzetközi Törvényszék Hágában, feladata az emberiség elleni bűntettek, népirtás, háborús bűnök, a délszláv háború tettesei fölötti ítélkezés.
- 2007 – Erőteljes robbanás rázta meg a New York-i Manhattan városrész központját – közel a Grand Central vasúti pályaudvarhoz –, amikor felrobban egy transzformátor.
- 2015 – Megkezdi adását az M4 Sport nevű közszolgálati sportcsatorna.[2]

## Sportesemények
Formula–1
- 1953 –  brit nagydíj, Silverstone - Győztes:  Alberto Ascari (Ferrari)
- 1959 –  brit nagydíj, Aintree - Győztes:  Jack Brabham (Cooper Climax)
- 1965 –  holland nagydíj, Zandvoort - Győztes:  Jim Clark (Lotus Climax)
- 1970 –  brit nagydíj, Brands Hatch - Győztes:  Jochen Rindt (Lotus Ford)
- 1976 –  brit nagydíj, Brands Hatch - Győztes:  Niki Lauda (Ferrari)
- 1981 –  brit nagydíj, Silverstone - Győztes:  John Watson (McLaren Ford)
- 1982 –  brit nagydíj, Brands Hatch - Győztes:  Niki Lauda (McLaren Ford)

## Születések
- 1504 – Heinrich Bullinger svájci reformátor († 1575)
- 1552 – I. Rudolf magyar király (II. Rudolf néven német-római császár) († 1612)
- 1768 – Jean-Robert Argand francia matematikus († 1822)
- 1781 – Benke József magyar színész, színházigazgató († 1855)
- 1811 – William Makepeace Thackeray viktoriánus angol regényíró († 1863)
- 1833 – Keleti Károly közgazdász, statisztikus, iparpolitikus († 1892)
- 1837 – Vaszil Levszki bolgár forradalmár, nemzeti hős. († 1873)
- 1846 – Antti Jalava finn tanár, író, irodalomtörténész, nyelvész, műfordító, az MTA levelező tagja († 1909)
- 1850 – Deák-Ébner Lajos magyar festőművész († 1934)
- 1853 – Hendrik Lorentz Nobel-díjas holland fizikus († 1928)
- 1872 – Julius Fučík cseh zeneszerző, a világon legismertebb cirkuszi bevonulási induló, a Gladiátorok bevonulása (Vjezd gladiátorů) szerzője († 1916)
- 1887 – Vidkun Quisling norvég katonatiszt, náci-kollaboráns politikus († 1945)
- 1902 – Weiszfeiler Gyula magyar mikrobiológus, immunológus († 1984)
- 1903
  - Gerecs Árpád vegyészmérnök, kémikus, az MTA tagja († 1982)
  - Horusitzky Zoltán magyar zeneszerző († 1985)
- 1904 – Farkas Mihály (er. Lőwy Mihály) magyar kommunista pártmunkás, honvédelmi miniszter († 1965)
- 1905 – Sós Endre magyar író, újságíró († 1969)
- 1909
  - Andrej Andrejevics Gromiko belorusz származású szovjet politikus, diplomata, külügyminiszter († 1989)
  - Szentiványi Jenő magyar író († 1986)
- 1911
  - Győrffy Barna növénygenetikus, biokémikus, a magyarországi molekuláris genetikai kutatások jelentős alakja, az MTA tagja († 1970)
  - Danny Oakes amerikai autóversenyző († 2007)
- 1915 – Karl Bednarik osztrák festő, író, társadalomkritikai elkötelezettségű regények és esszék szerzője († 2001)
- 1917 – Henri Salvador karibi francia énekes, előadóművész († 2008)
- 1917 – Tapasztó János magyar színész, bábművész († 1979)
- 1918 – Nelson Mandela Nobel-békedíjas dél-afrikai politikus († 2013)
- 1920 – Eric Brandon brit autóversenyző († 1982)
- 1921 – John Glenn amerikai politikus, űrhajós († 2016)
- 1922 – Thomas Kuhn amerikai tudománytörténész és tudományfilozófus, ő vezette be a „paradigmaváltás” fogalmát, amely azóta központi kifejezéssé vált († 1996)
- 1927 – Kurt Masur német karmester, Bambi-díjas († 2015)
- 1931 – Barkó György romániai magyar színész, Kolozsvári Állami Magyar Színház örökös tagja († 2024)
- 1932
  - Kertész Ákos Kossuth- és kétszeres József Attila-díjas magyar író († 2022)
  - Jevgenyij Alekszandrovics Jevtusenko szovjet–orosz költő († 2017)
- 1936
  - Lehoczky Zsuzsa Kossuth-díjas magyar színésznő, kiváló művész, a nemzet színésze
  - Szabó Zoltán művészettörténész, festőművész, pap († 2022)
- 1937
  - Hunter S. Thompson amerikai író, újságíró († 2005)
  - Roald Hoffmann lengyel–amerikai elméleti kémikus
- 1938 – Paul Verhoeven holland filmrendező
- 1941 – Frank Farian (sz. Franz Reuther) német énekes, producer, a Boney M. együttes alapítója († 2024)
- 1945 – Duray Miklós szlovákiai magyar író, politikus († 2022)
- 1946 – Holczreiter Sándor olimpiai bronzérmes, háromszoros világbajnok súlyemelő († 1999)
- 1947 – Vennes Emmy magyar színésznő
- 1950
  - Egely György magyar feltaláló, szakíró
  - Kolozsvári Grandpierre Miklós, képzőművész, grafikus, szobrász, festő.
  - Pintér Sándor (labdarúgó), magyar labdarúgó, középpályás.
  - Richard Branson, brit üzletember, milliárdos, filantróp. A Virgin Group multinacionális vállalat alapítója.
- 1952
  - Forgách András magyar író, dramaturg, műfordító
  - Karádi Judit magyar színésznő
- 1954 – Hollós Máté magyar zeneszerző
- 1955
  - Bezerédi Zoltán Kossuth-díjas magyar színész
  - Teresa Ann Savoy angol színésznő († 2017)
- 1962 – Radó Denise Jászai Mari-díjas magyar színésznő, rendező, érdemes művész
- 1964 – Joachim Llambi német műsorvezető
- 1965 – Besenczi Árpád Jászai Mari-díjas magyar színész, színházigazgató
- 1967
  - Vin Diesel amerikai színész
  - Csík Csaba magyar színész
- 1970
  - Máté Mária magyar író, költő
  - Gerendai Károly üzletember, kultúrszervező. 1993-ban létrehozta a Sziget Fesztivált.
  - Novák Péter  magyar színész, énekes, szövegíró, zeneszerző, műsorvezető.
- 1972
  - Horváth Virgil magyar színész
  - Mérai Katalin magyar színésznő
- 1975 – Daron Malakian amerikai-örmény gitáros, a System of a Down nevű együttes gitárosa és volt vokalistája
- 1977 – Sebestyén Balázs magyar műsorvezető
- 1980
  - Lukács Tihamér magyar labdarúgó
  - Kristen Bell amerikai színész
- 1982
  - Samir Bouguerra algériai birkózó
  - Carlo Costly hondurasi labdarúgó
- 1983 – George Bovell trinidadi úszó
- 1984 – Vanessa Garcia Vega Puerto Ricó-i úszónő
- 1985
  - Chace Crawford amerikai színész
  - James Norton angol színész
- 1986 – Rétfalvi Tamás magyar színész
- 1988 – Änis Ben-Hatira német születésű tunéziai válogatott labdarúgó
- 1991 – Mandy Rose amerikai pankrátor, televíziós személyiség és egykori fitneszedző.
- 1992 – Horváth Dániel magyar színész
- 1996 – Major Erik magyar színész
- 1996 – Yung Lean svéd rapper
- 1997 – Bam Adebayo amerikai olimpiai bajnok kosárlabdázó
- 1997 – Noah Lyles amerikai világbajnok, olimpiai bajnok rövidtávfutó.

## Halálozások
- 1100 – Bouillon Gottfried flamand lovag, katona, az első keresztes hadjárat vezetője (* 1060)
- 1123 – Segni Szent Brúnó olasz püspök (* 1047 körül)
- 1363 – Aragóniai Konstancia, az aragón trón örököse, Szicília (Trinacria) királynéja (* 1344)
- 1610 – Caravaggio olasz festőművész (* 1571)
- 1623 – XV. Gergely pápa (* 1554)
- 1721 – Jean-Antoine Watteau francia festőművész (* 1684)
- 1817 – Jane Austen angol regényírónő (* 1775)
- 1872 – Benito Juárez, Mexikó elnöke 1858–1872  (* 1806)
- 1909 – Zöllner István lakatossegéd, birkózó (* 1885)
- 1918 – Jelizaveta Fjodorovna Romanova orosz nagyhercegné (* 1864)
- 1918 – Szergej Mihajlovics Romanov orosz nagyherceg (* 1869)
- 1938 – Mária román királyné (* 1875)
- 1939 – Witold Maliszewski lengyel zeneszerző és zenepedagógus (* 1873)
- 1948 – Telcs Ede magyar szobrászművész (* 1872)
- 1959 – Schlosser Imre magyar labdarúgó (* 1889)
- 1973 – Jack Hawkins angol színész („Ben Hur”) (* 1910)
- 1977 – Andor Ilona Liszt Ferenc-díjas magyar kórusvezető, karnagy, pedagógus, érdemes- és kiváló művész (* 1904)
- 1980 – Komlós János ÁVH-s tiszt, író, konferanszié (* 1922)
- 1982 – Roman Jakobson (er. Roman Oszipovics Jakobszon) orosz származású amerikai filológus, nyelvész (* 1896)
- 1988 – Nico (Christa Päffgen), a The Velvet Underground együttes énekesnője (* 1938)
- 1988 – Szentkuthy Miklós Kossuth-díjas magyar író, esszéíró, műfordító, a regényirodalom megújítója (* 1908)
- 1997 – Csalog Zsolt József Attila-díjas magyar író, szociográfus (* 1935)
- 1997 – Eugene Merle Shoemaker amerikai geológus, csillagász, a bolygótudományok egyik úttörője, a Shoemaker–Levy 9 üstökös névadója (* 1928)
- 2013 – Halmos Béla Széchenyi-díjas magyar népzenész, népzenekutató (* 1946)
- 2015 – Koltai Tamás Jászai Mari-díjas magyar újságíró, színikritikus, dramaturg (* 1942)
- 2017 – Horváth Pál gépészmérnök, az Egyesült Izzó nyugalmazott vezérigazgató-helyettese (* 1923)
- 2020  – Miura Haruma japán színész (* 1990)
- 2025  – André Vingt-Trois bíboros, nyugalmazott párizsi érsek (* 1942)
- 2025  – Darvas László címzetes kanonok, címzetes esperes, nyugalmazott szerencsi plébános (* 1943)
- 2025  – Roger Norrington angol karmester (* 1934)

## Nemzeti ünnepek, világnapok
- Uruguay: az alkotmány napja
- Nemzetközi kaviár nap.